# Claude Angeli
Pour les articles homonymes, voir Angeli.
Claude Angeli, né le 23 juillet 1931 à Champigny-sur-Marne, est un journaliste français, rédacteur en chef du Canard enchaîné de 1991 à 2012.

## Journaliste
Il est à la fin des années 1950 l'un des principaux animateurs de la rédaction de L'Avant Garde, l'hebdomadaire du Mouvement de la Jeunesse communiste. En 1964, il est exclu du Parti communiste. Il rejoint Le Nouvel Observateur pour son premier numéro. Il participe à la confection du premier numéro du journal belge de gauche Le Point, en 1967. Il quitte Le Nouvel Observateur pour un nouvel hebdomadaire Politique hebdo, créé en octobre 1970 par un autre exclu du parti communiste : Paul Noirot. 
Il entre au Canard enchaîné en 1971, recruté par Jean Clémentin. Il devient chef des informations, puis rédacteur en chef adjoint pour l'information politique, et rédacteur en chef.
Son premier scoop de journaliste d'investigation est la publication des feuilles d'impôts de Chaban-Delmas. Celui ci a utilisé un moyen alors légal, l'avoir fiscal, pour ne pas payer d'impôt sur le revenu.
C'est lui qui engage, en 1972, Nicolas Brimo qui deviendra directeur du Canard enchaîné.
Il écrit essentiellement sur les sujets de politique étrangère et dispose de nombreuses sources dans les milieux du renseignement militaire, de la diplomatie et de la police.
Mercredi 21 mars 2012, le journal annonce que Louis-Marie Horeau succède à Claude Angeli comme rédacteur en chef mais qu'il continuera néanmoins d'assurer une chronique de politique étrangère,.
Le journaliste du Canard enchaîné, délégué syndical et membre du CSE Christophe Nobili publie un livre, Cher Canard. De l’affaire Fillon à celle du Canard enchaîné, dans lequel il dénonce l'emploi fictif lié à André Escaro à la suite de son départ à la retraite ; il est mis à pied fin mars 2023 et convoqué à un entretien préalable au licenciement. Claude Angeli et une vingtaine de salariés du Canard enchaîné se désolidarisent de l’article incendiaire contre le journaliste publié le 15 mars 2023 dans ses colonnes  par la direction. Angeli demande « qu'on mette fin à cette procédure »,.
En juillet 2025, Michel Gaillard, président du Canard de 1992 à juillet 2023, Nicolas Brimo, qui lui a succédé, ainsi que l'ancien dessinateur André Escaro et sa compagne Edith Vandendaele, sont jugés devant la 11e chambre correctionnelle du tribunal de Paris dans l'affaire de soupçon d'emploi fictif. Claude Angeli se porte partie civile.

## Les écoutes téléphoniques
Lors de l'affaire des écoutes téléphoniques, il fut le plus surveillé des collaborateurs du journal, et reçut le code de table d'écoutes téléphoniques du nom d'Astrée. Au printemps 1971, il mit en défaut, avec le concours de journalistes d'autres quotidiens, les policiers pris en flagrant délit de filature (il s'agissait d'agents de la Direction de la surveillance du territoire (DST)). Il porta plainte, et l'affaire se termina deux ans et demi plus tard par une amnistie. Le 13 juin 1973, il fait publier par Le Canard enchaîné une transcription manuscrite de ses conversations téléphoniques effectuées par le service spécialisé des écoutes (le Groupement interministériel de contrôle), en indiquant son organisation, les destinataires politiques des notes, les procédés utilisés, le nombre d'écoutes réalisées.

## Bokassa et l'affaire des diamants
Après la tentative avortée de la DST, qui voulait installer des micros dans les bureaux du Canard (qui publiera les principaux noms de ces « plombiers »), débute, cinq ans plus tard, celle des diamants. Le 10 octobre 1979, sous le titre « Pourquoi Giscard a organisé la casse des archives de Bokassa », Claude Angeli y décrit sur une pleine page la générosité intéressée de Bokassa envers Valéry Giscard d'Estaing. C'est le début de l'affaire des diamants de Bokassa.

## Œuvres

### Œuvres individuelles
- Les Polices de la nouvelle société, éditions François Maspéro, coll. « Petite collection Maspéro » no 94, Paris, 1971, 132 p., (BNF 35221205). — Recueil d'articles parus dans Le Canard enchaîné et le Nouvel Observateur.
- Une milice patronale, Peugeot, éditions François, Maspéro, coll. « Cahiers libres » no 303, Paris, avril 1975, 102 p., (BNF 34568778).
- Une femme à part (roman), éditions Grasset, Paris, mars 1991, 217 p.,  (ISBN 2-246-44441-1), (BNF 35415940).

En collaboration avec Paul Gillet
- La Police dans la politique  (1944-1954), éditions Bernard Grasset, Paris, 1967, 397 p., (BNF 36256235).
- Debout partisans ! : les Communistes dans la Résistance, de la débâcle aux F.T.P., éditions Fayard, coll. « Grands documents contemporains », Paris, 1969, 391 p., (BNF 35303206).

En collaboration avec Stéphanie Mesnier
- Notre Allié Saddam, éditions Olivier Orban, Paris, 1992, 274 p.,  (ISBN 2-85565-658-3), (BNF 35501295).
- Le Nid de serpents : bataille pour l'Élysée, 1993-1995, éditions Bernard Grasset, Paris, janvier 1995, 229 p.,  (ISBN 2-246-48221-6), (BNF 35777273).
- Sale temps pour la République, éditions Bernard Grasset, Paris, février 1997, 234 p.,  (ISBN 2-246-51801-6), (BNF 36693687).
- Fort-Chirac, éditions Bernard Grasset, Paris, 2000, 165 p.,  (ISBN 2-246-55711-9), (BNF 37006877).
- Chirac père & fille, éditions Bernard Grasset, Paris, septembre 2000, 168 p.,  (ISBN 2-246-59371-9), (BNF 37195358).
- En basse campagne, éditions Grasset, Paris, 2002, 176 p.,  (ISBN 2-246-61691-3), (BNF 38809410).
- Les Micros du Canard, Les Arènes, 2014

En collaboration avec Pierre-Édouard Deldique
- Les Plaisirs du journalisme, Fayard, 2017

### Entretiens
- "Claude Angeli, le Canard et la plume", Une série d'entretiens avec Claude Angeli produite par Frédéric Says, réalisée par Laurent Paulré pour Radio France sur France Culture, février 2020.